# Odborný styl
Odborný styl je styl odborných publikací, odborných časopisů a učebnic. Jeho cílem je podat přesné, jasné a relativně úplné informace z různých oborů lidské činnosti a poučit tím adresáta. Od autora vyžadujeme odborné znalosti.
Dělí se podle stupně odbornosti a adresáta:
- vědecký (teoretický) – podává výsledky vědeckého výzkumu
- prakticky odborný – poznatky spjaté s praktickou činností v určitém oboru (ekonomický, právní…)
- popularizační – forma beletristická, k popularizaci vědeckého poznání

## Slohové útvary
Výklad – užívá se pro pojednání o zákonitých procesech v přírodě a společnosti. Objasňuje vznik a vývoj těchto procesů, vysvětluje jejich fungování, podává poučení o podstatě činnosti (strojů, práce apod. ). Rozlišuje se výklad psaný (informuje čtenáře) a mluvený (informuje posluchače). Bývá založen i na srovnávání jevů (časových). Objasňuje vnitřní vztahy mezi jevy. V jazykové praxi se často kombinuje s popisováním, např. vyjde od popisu a přejde k výkladu podstaty dění (jevu). Může se kombinovat výklad o předmětu s popisem jeho výroby nebo úvahou o jeho využití. Výklad musí být přesný a jasný. Používá odborné názvy. Musí být přiměřený věku, potřebám a možnostem těch, jimž je určen.

### Obvyklé části
- úvod – seznámení s tématem, uvedení do problému
- vlastní stať – cíle, metody, vlastní výklad
- závěr – shrnutí, aplikace, odkazy na studijní materiály, dostupné zdroje

## Rozdělení
- Odborný popis – podává odborné informace o vlastnostech, částech a souvislostech předmětů, jevů, činností a dějů z oblasti vědy, techniky, umění apod.
- Úvaha – je útvar, v němž autor na základě poznatků vědy rozvádí osobní postoj k závažným jevům. Neodhalují se nové skutečnosti, ale jevy se posuzují z nového, osobitého úhlu.
- Esej – je kratší úvaha zejména na téma z kultury, literatury, umění, filozofie či společenských věd, ve které se propojují prvky odborného a uměleckého stylu.